# Ines Maria Ferraris
Ines Maria Ferraris (Torí, 6 d'agost de 1883 - Milà, 11 de desembre de 1971), va ser una soprano i pianista operística italiana que va cantar durant més de dues dècades a La Scala, a més d'aparicions en l'escena internacional.
A més de ser popular a Itàlia, també va tenir molt d'èxit a tot Amèrica del Sud, especialment al Teatro Colón de Buenos Aires. Soprano lírica lleugera amb una veu pura i àgil, Ferraris va cantar un ampli repertori que abastava les òperes veristes de Puccini, la gran òpera italiana de Verdi i les òperes alemanyes de Strauss. És particularment recordada per interpretar el paper de Lisette en l'estrena mundial de La rondine de Puccini el 1917.

## Carrera
Ferraris era una nena prodigi. Després d'estudiar piano amb Antonio Quartero va començar la seva carrera com a pianista professional als onze anys en el teatre Vittorio Emmanuele de Torí, on va interpretar peces de Rosetti, Prudent i Blumenthal durant els entreactes de l'òpera Rigoletto. Durant cinc anys més va continuar la seva activitat com a pianista i va tocar en teatres del Piemont i la Liguria. Més tard es va interessar per l'òpera i el 1902 va començar a estudiar cant amb Vittorio Vanzo a Milà. El 1903 va fer el seu primer concert com a cantant a Torí, amb peces de Shubert, Vivaldi i del seu mateix mestre, Vanzo. Va fer el seu debut operístic professional dos anys més tard a Bolonya com Philine a Mignon.
El 1911 Ferraris va debutar a La Scala com a Carolina a Il matrimonio segreto de Cimarosa. Aquell mateix any va cantar Sophie a La Scala en la primera producció italiana de Der Rosenkavalier, un paper que va repetir al Teatro Costanzi de Roma el 1914. Va romandre a La Scala durant més de vint anys, cantant nombrosos papers principalment del repertori líric i soubrette més lleuger. Es va convertir en la favorita d'Arturo Toscanini i sota la seva direcció va cantar en diverses òperes a La Scala, entre les quals La traviata de Verdi, amb el paper de Violetta i Falstaff de Verdi, amb el paper de Nannetta. També va ser amiga íntima de Conchita Supervia, amb qui va interpretar molts papers, entre els quals el paper de Gretel al costat de Supervia que interpretaba Hänsel a l'òpera Hänsel und Gretel. Durant aquest temps també va actuar amb freqüència a tot Itàlia i a Amèrica del Sud, on va obtenir un gran seguiment. Va cantar notablement el paper principal en l'estrena sud-americana dIl segreto di Susanna d'Ermanno Wolf-Ferrari al Teatro Colón de Buenos Aires. Els seus altres papers en aquesta casa inclouen Oscar a Un ballo in maschera, el paper principal a La Wally de Catalani, i Hélène a Une éducation manquée entre d'altres.
El 1916 Ferraris va cantar el paper de Violetta al Teatro Massimo Palermo. L'any següent va crear el paper de Lisette a l'estrena mundial de La rondine de Puccini a l'Òpera de Montecarlo. També va fer diverses aparicions al Teatro di San Carlo el 1920-1921 i 1924, incloent el paper de Gilda a Rigoletto. Després de retirar-se dels escenaris el 1934, va ensenyar cant durant molts anys en diversos conservatoris, entre els quals el Conservatori de Música Benedetto Marcello de Venècia, el Conservatori Giovanni Battista Martini de Bolonya, l'Accademia Musicale Chigiana de Siena i, finalment, en el Conservatori de Milà.
Les seves restes es troben al Riparto 202 del Cimitero Maggiore di Milano, dins del nínxol número 96.

## Enregistraments
Ferraris va ser una de les primeres generacions de músics a ser gravada. El més notable és que se la pot escoltar en enregistraments destacats de Der Rosenkavalier com Sophie i Hansel i Gretel com Gretel amb Conchita Supervia, records de la seva associació en ambdues òperes a La Scala. També va gravar el paper de Gilda en el primer enregistrament complet de Rigoletto el 1916 amb Cesare Formichi en el paper principal.